# Radosna szkoła
"Radosna szkoła" – rządowy program Ministerstwa Edukacji Narodowej wspomagający edukację dzieci w klasach I-III zgodnie z nową podstawą programową obowiązującą od 2009 roku. 
Program powołany został Rozporządzeniem Rady Ministrów z dnia 7 lipca 2009 r. w sprawie form i zakresu finansowego wspierania organów prowadzących w zapewnieniu bezpiecznych warunków nauki, wychowania i opieki w klasach I-III szkół podstawowych i ogólnokształcących szkół muzycznych I stopnia. 
Zakłada on wspieranie w latach 2009-2014 w zapewnieniu bezpiecznych warunków nauki, wychowania i opieki w klasach I-III szkół podstawowych i ogólnokształcących szkół muzycznych I stopnia poprzez m.in. ułatwienie 6-latkom rozpoczęcia nauki w szkołach poprzez dostosowywanie warunków nauki do ich rozwoju i umożliwienie dzieciom z obszarów wiejskich dostępu do nowoczesnych pomocy edukacyjnych. W ramach tego programu dofinansowywana jest także budowa i modernizacja placów zabaw przy szkołach. W 2010 na realizację programu przeznaczono 150 mln zł, za które planowano m.in. zmodernizować 1400 placów zabaw przy szkołach podstawowych, z czego ponad 60 proc. na terenach gmin wiejskich.